# Revolver (album)
Revolver je sedmi studijski album grupe The Beatles, izašao je 1966. godine. Album je komercijalno bio veoma uspješan te je dosegao broj jedan britanske i američke top ljestvice albuma, gdje se zadržao sedam, odnosno šest tjedana. Revolver je izašao prije zadnje turneje u karijeri grupe, ali na koncertima nisu izvodili stvari s ovog albuma.
Revolver se često spominje kao jedan od najboljih albuma svih vremena, što dodatno potvrđuju 3. mjesto u izboru 500 najboljih albuma svih vremena časopisa Rolling Stone, 1. mjesto na listi 100 najboljih Britanskih albuma svih vremena, u izboru časopisa Q  te 1. mjesto na listi 100 najboljih albuma svih vremena u izboru TV stanice VH1

## Popis pjesama
Sve skladbe napisali su Lennon i McCartney, osim gdje je drugačije naznačeno.

## Britansko izdanje
1. "Taxman" (George Harrison) 	2:39
2. "Eleanor Rigby"   	2:07
3. "I'm Only Sleeping"   	3:01
4. "Love You To" (Harrison) 	3:01
5. "Here, There and Everywhere"   	2:25
6. "Yellow Submarine"   	2:40
7. "She Said She Said"   	2:37
8. "Good Day Sunshine"   	2:09
9. "And Your Bird Can Sing"   	2:01
10. "For No One"   	2:01
11. "Doctor Robert"   	2:15
12. "I Want to Tell You" (Harrison) 	2:29
13. "Got to Get You into My Life"   	2:30
14. "Tomorrow Never Knows"   	2:57

## Američko izdanje
1. "Taxman" (George Harrison) 	2:39
2. "Eleanor Rigby"   	2:07
3. "Love You To" (Harrison) 	3:01
4. "Here, There and Everywhere"   	2:25
5. "Yellow Submarine"   	2:40
6. "She Said She Said"   	2:37
7. "Good Day Sunshine"   	2:09
8. "For No One"   	2:01
9. "I Want to Tell You" (Harrison) 	2:29
10. "Got to Get You into My Life"   	2:30
11. "Tomorrow Never Knows"   	2:57

## Top ljestvica
| Godina | Ljestvica           | Pozicija |
| ------ | ------------------- | -------- |
| 1966.  | Billboard 200       | #1       |
| 1966.  | VB Ljestvica albuma | #1       |

## Izvođači
1. John Lennon - pjevač, akustična i ritam gitara,
2. Paul McCartney - pjevač, bas-gitara, akustična i ritam gitara, piano
3. George Harrison - pjevač, akustična i ritam gitara
4. Ringo Starr - pjevač, bubnjevi, udaraljke

## Vanjske poveznice
- allmusic.com - Revolver